# 雷元江
雷元江（1962年—），江西安义人，汉族，中华人民共和国政治人物、第十一届全国人民代表大会江西地区代表。
毕业于南昌大学（自考）法律专业。担任江西省环保厅副厅长。2008年起担任全国人大代表。2018年1月，当选第十三届全国政协委员。2023年1月14日，卸任江西省政协副主席职务